# Celler

Aspecto de un celler, en una bodega/cava de las montañas de Napa Valley, en California.

«Celler», sinónimo de mesón y bodega, es una palabra que designa el lugar donde tradicionalmente se elabora y guarda el vino.También se llama así al espacio de una casa, especialmente el sótano, donde se guardan el vino y otros alimentos. El «celler» también es el establecimiento donde se venden vinos y otras bebidas, y en Mallorca un restaurante típico, por lo general instalado en antiguas y grandes posesiones decorados con elementos tópicos y utensilios de la huerta como ruedas de carro, grandes toneles de vino y chimeneas rústicas.